# Mus callewaerti
Mus callewaerti is een knaagdier uit het geslacht Mus dat voorkomt in het midden en noordoosten van Angola en het zuiden en westen van de Democratische Republiek Congo. Het is de grootste soort van het ondergeslacht Nannomys. Deze soort heeft witte voortanden en zeer grote bullae. Hij lijkt wel wat op Mus triton.